# Landeskirchen
Landeskirchen ("landskirker") er evangeliske kirker i de forskellige tyske fyrstedømmer og senere i delstaterne.
I Tyskland blev reformationen gennemført med hjælp fra fyrsterne. For at beskytte den nye lære og de nye kirkers ydre ordning indsatte Luther fyrsterne som kirkernes overhoved. Dette kirkeregimente med fyrsten som summus episcopus for en territorialkirke blev først ophævet i og med monarkiets afslutning 1918-1919.
De evangeliske kirker forblev dog organiseret i Landeskirchen, en ordning som også består i Den tyske Forbundsrepublik.